# Бер (дворянский род)
Бароны фон Бер — древний курляндский титулованный дворянский род.

## Титулованные роды Бер
Существует несколько дворянских старинных родов Беров, происходящих от лифляндских и эстляндских дворян и записанных в различные части родословных книг остзейских и великорусских губерний. Некоторые из них именовались фон Беры и баронами Берами.
Баронский род происходит от Гугольда Бэра, великого бальи Германсбурга в Ганновере в 1158—1162 годах.
Родоначальник русской баронской фамилии фон Бер — Дитрих фон Бер, из древней и известной в Люнебурге и Вердене владельческой фамилии и прибывший на Балтику около 1550 года, где шурин его Иоганн фон Минхгаузен управлял епископством (Bistumer) Курляндией и Эзелем (1541—1559). Дитрих стал фохтом на Эзеле и приобрел много земель.
Сын его Ульрих (род.1532) был в Курляндии Домпробстом и с 1559 г. помощником епископа и также приобрёл много земель в Виндавском уезде, а именно в местности Эдвален и Шлек. В 1562 году Дитрих и его сын Ульрих пожелали возвратится в Германию. Все названные земли перешли к младшему сыну Иоганну (род. 1543).
Члены рода Бер в Высочайших приказах, начиная с 1829 года именованы были баронами. Определениями Правительствующего Сената от 10 июня 1853 года и 28 февраля 1862 года за курляндской дворянской фамилией фон Бер признан баронский титул.
Определением Прав. Сената, от 5 июля 1854 года утвержден в баронском достоинстве барон Ульрих-Карл-Альберт Карлович, Георгий-Лионел и Киприан-Вернер-Адольф-Отто-Яков Фридриховичи Бер утверждены Правительствующим Сенатом в баронском достоинстве 17 декабря 1856 года. Титулярный советник Эрнст-Конрад Филиппович утвержден в баронском достоинстве Определением Прав. Сената, от 29 октября 1863 года.

## Нетитулованные роды Бер
Помимо баронов фон Бер только лишь в России во 2 пол. XVIII—XIX вв. известны несколько дворянских и купеческих родов Бер:

### Рижский
Происходит от Михаила Георгиевича Бер (Joachim Michael Bähr) (род. в Риге 03.10.1735, сына рижского бюргера, пекаря Георга Зигмунда Бера, Georg Siegmund Bähr/Baehr), роменского купца (с 1765) и городского головы (1786—1790-е). Делится на линии Ивановичей (Каширскую дворянскую, потомков Ивана Михайловича) и Степановичей (Московскую, дворянскую, потомков Степана Михайловича). Потомки Ивана Михайловича были произведены в дворянское достоинство и внесены в дворянские родословные книги Тульской (26.10.1817 — III ч.), Нижегородской (31.12.1843 — III ч.), Саратовской (тремя определениями Саратовского ДДС: 21.9.1844, 10.5.1847 и 29.5.1848 — III ч.), Тамбовской (20.7.1861 — III ч.), Рязанской (24.10.1862 — III ч.; 30.6.1864 — III ч.), Пензенской (23.11.1878 — III ч.) , Симбирской (23.3.1896 и 3.3.1897 — III ч.), Орловской (9.12.1898 — III ч.), Калужской (30.11.1910 — III ч.) губерний.
Потомки Степана Михайловича были произведены в дворянское достоинство и внесены в дворянскую родословную книгу Московской губернии (21.5.1825 -I ч. и 5.8.1826 — III ч.), В 1851 г. Борису и Николаю Ивановичам Бер «и потомству их по нисходящей линии в вечные времена» пожалован Дворянский герб: «На серебряном щите черный медведь, стоящий на задних лапах и держащий в правой лапе две червленыя стрелы и лазуревая вершина с двумя золотыми шестиконечными звездами. Щит украшен шлемом и дворянскою короною, из коей выходят три серебряныя страусовых пера. Намет на щите лазуревый и серебряный».

### Витебский
Витебский род Дриссенского уезда Витебской губ. Евангелико-лютеране. Происходят от Петра Бер, родившегося в конце 17 в. Сыновья его Андрей и Иван Петровичи, внуки (сыновья первого) Андрей Андреевич, майор российский и Карл Иванович, ротмистр Браславский. В 1792 году Витебск вошел в состав Российской империи и жившим в нём Берам пришлось присягать на подданство России. Сыновья Карла Ивановича, тульский штаб-лекарь Франциск Карлович (1788-ок.1854) и Николай Карлович (1791/2-1852), управляющий Бессарабской палатой госимуществ. Сын Франциска Карловича, Георгий-Карл Францискович (1813—1881), смотритель Московских губернских тюремного и пересыльного замков. Род имеет определение в ДДС Витебской губернии от 20.11.1805 , а также внесен в ДРК. Тульской (31.3.1826 — I ч.); (перенесен в другую часть 28.7.1845- какая часть?) и Гродненской (не позже 1900 — IV ч.) губерний.

### Дерптский (Тарту)
(Тарту) род. Евангелико-лютеране. Основатель рода Daniel Hermann Bähr. Житель города Dorpat (Дерпт, Тарту). Еванг-Лютеранин. Жена неизвестна. Имел сыновей:
- Eduard Wilhelm Bähr (24.7.1795 Dorpat — 24.4.1855 Александровск под Sankt Petersburg);
- Friedrich August Bähr (Федор Данилович) (15.6.1797 Dorpat — 2.8.1837 Sankt Petersburg);
- Gustav Bähr (* 7.10.1800 Dorpat), офицер: Гвардейского гусарского, нгерманландского драгунского и Донского казачьего полков; офицер для особых поручений при казачьем атамане (до 1857); возможно он же в 1844 г. полковник Павловского полка.
- возможно, его потомком был тже Hermann Daniel Bähr, жена: Александра Матвеева.
- Сыном Густава был Иван Густавович, Начальник Новогригорьевского (1885—1892) и Батумского (1894—1901) военных округов.

### Курляндский
Курляндский род. Основатель рода — Иосиф Антонович Бер (Joseph Heinrich Behr), евангелико-лютеранин, акушер Смоленской врачебной управы, из купеческих детей Курляндии (22.12.1815-1876), сын Авраама Бер (Abraham Behr) и Терезы Боркум (Ther. Borkum). В 1840 г., окончив Дерптский университет, поступил на русскую службу. Жена: Его дети: (1)Вильгельм Рудольф (род. 1851), (2)Александр Эмиль (7.03.1852-15.10.1900, Пермь, Начальник Пермского Техникума Жел-дор. транспорта), (3)Владимир Иосифович (Род. 12.11.1853, Ельня, погиб 1905, Цусима; командир «Осляби», капитан 1 ранга, СПб), (4)Феликс Иосифович (род. 27.4.1859 — 1913), капитан 2 ранга (крейсеры «Россия» и «Азия»,1891-1895 морской агент во Франции, генерал по Адмиралтейству(1912) (5)Борис Иосифович (род. 1861, Старший врач лазарета Ижорского завода Царскосельского у., до 1914 г. при Морском мин-ве), (6)Николай Иосифович (род. 1866, ст. унтер Копорского полка, в 1917 ДСС. Товарищ Обер-прокурора Гражд. Кассац. Деп-та Правит. Сената); Василий Иосифович, мировой судья Сувалкской губ. (1887; Тереза (в замужестве Кузенева).

### Финляндский
Финляндский род. Евангелико-лютеране. Основатель: Simon Johann Behr (1804/05 — 8.9.1891), первостатейный купец города Кристинестада Вазаской губернии Финляндии. Переехал в Петербург между 1840 и 1845 годами, где стал портным и владельцем магазина русских товаров на Невском. Жена: Annette Juni. Сыновья: Woldemar (Владимир Семёнович) Бер (1840/41 — 1888), с 1884 года — почётный гражданин Москвы, владелец хлопкопрядильной фабрики в Москве (его сыновья — офицеры Александр и Николай Владимировичи — до 1917 года продолжали хлопковое дело отца в Москве), Alexander Heinrich Behr (Александр Семёнович) Бер (14.4.1845 — не ранее 1916) — дворянин (1896), московский предприниматель, председатель правления товарищества Даниловской мануфактуры (1913) (его сыновья — офицеры Михаил и Всеволод Александровичи).

### Прусский
Проживали в Москве, по крайней мере, с 1870-х. Евангелико-лютеране. Основатель: Фридрих Вильгельм Эмилий Бер (23.1.1817, Мансфельд, Пруссия — 11.11.1878, Москва). Его дети: братья Бер Роберт Эмильевич (Бер Роберт Эмилий Готлиб), род. 1855/6., (купец, биржевой маклер) и Бер Эдуард Эмильевич (купец, агентская контора), София-Леонтина Бер.